# Maurício Sirotsky Sobrinho
Maurício Sirotsky Sobrinho (Erebango na época pertencente a Passo Fundo, 5 de junho de 1925 — Porto Alegre, 24 de março de 1986) foi um empresário e jornalista brasileiro. Filho de José Sirotsky e Rita Birmann Sirotsky, o terceiro de cinco irmãos.
Fundador do Grupo RBS, Maurício foi sucedido na presidência da empresa por seu irmão mais novo, Jayme Sirotsky, em 1986; em 1991, o comando da empresa passou para o filho de Maurício, Nelson Sirotsky; em 2012, o cargo de presidente coube ao neto Eduardo Sirotsky Melzer. Em 2016, o então vice-presidente de Finanças da empresa, Claudio Toigo, assumiu como CEO.

## Biografia
Em 1957, a sociedade formada por Maurício, Arnaldo-Ballvé, Frederico Arnaldo Ballvé e Nestor Rizzo adquiriu a Rádio Gaúcha. Cinco anos depois, em 1962, ele inaugurou a TV Gaúcha, antiga afiliada da TV Excelsior. Junto com o irmão caçula, Jayme, transformou o Canal 12 numa autêntica "imagem viva do Rio Grande", como dizia à época o slogan da emissora.
Posteriormente, em 1967, antes da extinção da TV Excelsior, a empresa afiliou-se à Rede Globo dando origem ao que hoje constitui-se na RBS TV – nesta época, a RBS, assim como a Globo, apoiou a ditadura militar no Brasil, episódio pelo qual a RBS se retratou com um editorial em 2014.
Em 1969, inaugurou a TV Caxias, formando a primeira rede regional de TV do Brasil. Em 1976 também inaugurou a Rádio FM Gaúcha Zero Hora, ponto de partida para a atual Rádio Atlântida, em homenagem à Jovem Guarda e à praia de Atlântida Sul, no litoral norte gaúcho.
Em 1964, Ary de Carvalho, a partir da extinta sucursal gaúcha do jornal Última Hora, criou e modernizou o periódico Zero Hora, com a construção do atual prédio na Avenida Ipiranga, inaugurado em maio de 1969, junto com a aquisição de uma nova impressora offset a cores. O investimento foi tão alto que Ary de Carvalho entrou em crise financeira. Sendo assim, em 1970 Maurício Sirotsky Sobrinho comprou de Carvalho o controle acionário do jornal Zero Hora, tornando-se o novo proprietário da empresa jornalística.
Ele foi casado com Ione Pacheco Sirotsky, filha do ex-vereador e presidente da Câmara Municipal passo-fundense Pedro Pacheco. Tiveram os filhos Suzana, Sônia, Nelson e Pedro.
O Dr. Maurício, como era conhecido, faleceu em 24 de março de 1986, devido a uma parada cardíaca. O Grupo RBS, que ele fundou, é composto por 12 emissoras de TV, 14 emissoras de rádio e três jornais.
No dia 5 de junho de 2025, Maurício completaria 100 anos, Por isso, o centenário de seu nascimento, motiva uma série de ações especiais que inclui a inauguração de uma estátuaem Porto Alegre e o lançamento de um documentário e um livro, e respalda seu nome como referência dentro e fora do Rio Grande do Sul.

## Associações
- Diretor da Associação Brasileira de Emissoras de Rádio e Televisão (Abert), de 1968 a 1972;
- Fundador e membro do Conselho Consultivo da Associação Brasileira de Empresas de Televisão (Abrate), em 1970;
- Diretor da Associação Gaúcha de Emissoras de Rádio e Televisão (Agert), de 1966 a 1968;
- Fundador e primeiro vice-presidente da Associação Brasileira de Jornais (Abrajor);
- Presidente do Sindicato das Empresas Proprietárias de Jornais e Revistas do Rio Grande do Sul;
- Membro do Conselho Deliberativo da Associação Rio-grandense de Imprensa (ARI).